# Robert Newman
Robert Newman (Los Angeles, 27 giugno 1958) è un attore statunitense.

## Carriera
Ha studiato recitazione all'American Conservatory Theater a San Francisco, e allo Strasberg Institute.
Ha lavorato molto in teatro ottenendo ruoli da protagonista in musical, nel 1980 ha vinto un premio come migliore attore non protagonista conferito dal Santa Monica Theater Guild. 
Nel 1981 è entrato a far parte del cast di Sentieri nel ruolo di Joshua Lewis restando fino al 1983, ritorna nella soap dal 1986 al 1991 e poi nel 1993 fino alla fine della soap nel 2009.
Ha anche recitato in General Hospital, Santa Barbara, Hunter e Class of '61. Ha recitato anche in alcuni musical, come Gypsy o Peter Pan.

## Vita privata
È sposato con l'attrice Britt Helfer e ha due figli: Kendal e Connor.

## Filmografia parziale

### Cinema
- Creep, regia di Tim Ritter (1995)
- Dracano, regia di Kevin O'Neill (2013)
- The Amazing Spider-Man 2 - Il potere di Electro (The Amazing Spider-Man 2), regia di Marc Webb (2014)
- Raunch and Roll, regia di Phil Wurtzel (2021)

### Televisione
- Sentieri (Guiding Light) - soap opera, 842 episodi (1980-1999)
- Santa Barbara - soap opera, 27 episodi (1986)
- Hunter - serie TV, episodi 6x20-6x21 (1990)
- Law & Order: Unità vittime speciali (Law & Order: Special Victims Unit) - serie TV, episodio 11x18 (2010), episodio 5x25.
- Criminal Minds - serie TV, episodio 6x07 (2010)
- NCIS - Unità anticrimine (NCIS) - serie TV, episodi 8x14, 11x03 (2011-2013)
- Homeland - Caccia alla spia (Homeland) - serie TV, episodio 3x02 (2013)
- Venice The Series - serie TV, 23 episodi (2013-2019)
- Chicago Fire - serie TV, episodio 4x15 (2016)
- House of Cards - Gli intrighi del potere (House of Cards) - serie TV, episodi 6x01-6x02 (2018)
- Mélange - serie TV, episodio 1x01 (2020)
- Inventing Anna - miniserie televisiva, episodio 3 (2022)
- Law & Order - I due volti della giustizia (Law & Order) - serie TV, episodio 22x09 (2022)
- Joe vs Carole - serie TV, episodi 1x01, 1x07 (2022)
- Febbre d'amore - soap opera, 72 episodi (2022)

### Doppiaggio
- Red Dead Redemption Ii - videogioco, voce del Sig. Gills (2018)

## Doppiatori italiani
Nelle versioni in italiano delle opere in cui ha recitato, Robert Newman è stato doppiato da:
- Antonello Governale in Sentieri
- Luciano Marchitiello in Santa Barbara
- Angelo Maggi in Criminal Minds
- Paolo Marchese in NCIS - Unità anticrimine (ep.8x14)
- Alberto Angrisano in NCIS - Unità anticrimine (ep.11x03)
- Pierluigi Astore in Chicago Fire
- Stefano Alessandroni in House of Cards - Gli intrighi del potere
- Paolo Buglioni in Law & Order - Unità vittime speciali